# قیه چمن
قیه چمن یک روستا در ایران است که در دهستان فولادلوی جنوبی واقع شده‌است. قیه چمن ۱۴۵ نفر جمعیت دارد.